# Rosenforsparken

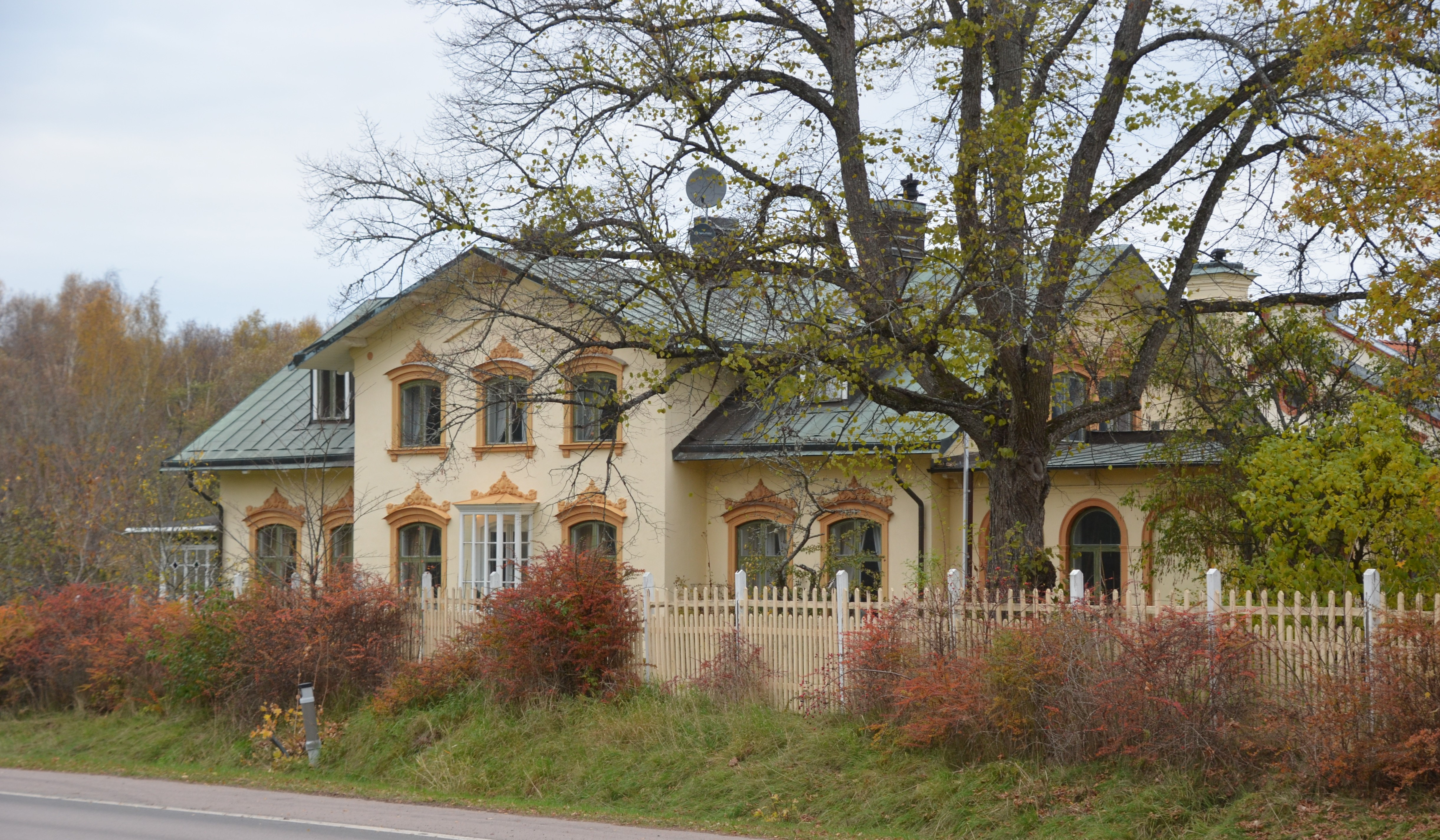
Familjerna Libergs bostad

Rosenforsparken är en privat park på Bruksholmen i Skogstorp, söder om Eskilstuna.
Rosenforsparken anlades i slutet av 1860-talet och början av 1870-talet av ägarfamiljen Liberg på järnmanufakturfabriken B & O Liberg, från 1886 B & O Libergs Fabriks AB. Parken var för privat rekreation och för odling av nyttoväxter. Den anlades i omedelbar anslutning till fabrikstomten och disponentvillan, söder om Rosenforsvägen på Bruksholmen.
Parken anlades i engelsk stil med mjuka, naturliga former. Den är på 17.000 kvadratmeter och har haft två ingångar från Rosenforsvägen, mot vilken den har en rad av granar som häck. I parken fanns ett lusthus i form av en koja med väggar av näver och ett golv av flaskbottnar, ett badhus och ett växthus med ansluten tvåvånings tornbyggnad med plattform för fabrikens blåsorkester. Odling av nyttoväxter bedrevs i växthuset och på friland längs Rosenforsvägen. Det odlades äpplen, potatis, kålrötter, jordgubbar, hallon, sparris och tomater.
Efter familjen Libergs försäljning av B & O Libergs Fabriks AB 1917 utarrenderades marken närmast Rosenforsvägen som handelsträdgård, så småningom med flera växthus. Denna verksamhet fortsatte fram till 1959, varefter växthusen revs. Samtidigt upphörde gradvis skötseln av den övriga parken. Parken, särskilt den norra delen, restaurerades 1982 med stöd av Riksantikvarieämbetet, och fortsatt renovering skedde 1994–1995 med kommunala medel. I delar är parken ganska igenvuxen.
Söder om parken, och tidigare också öster om den, finns rester av Karl IX:s kanal från sekelskiftet 1500/1600.
Rosenforsparken ägs av Uppsala universitet, som köpte den av NCC 2015. Den är öppen för allmänheten och vårdas av den ideella föreningen Rosenforsparkens vänner, vilken också arrangerar evenemang i parken. Diskussion har förts om kommunalt köp och drift av parken.

## Bildgalleri

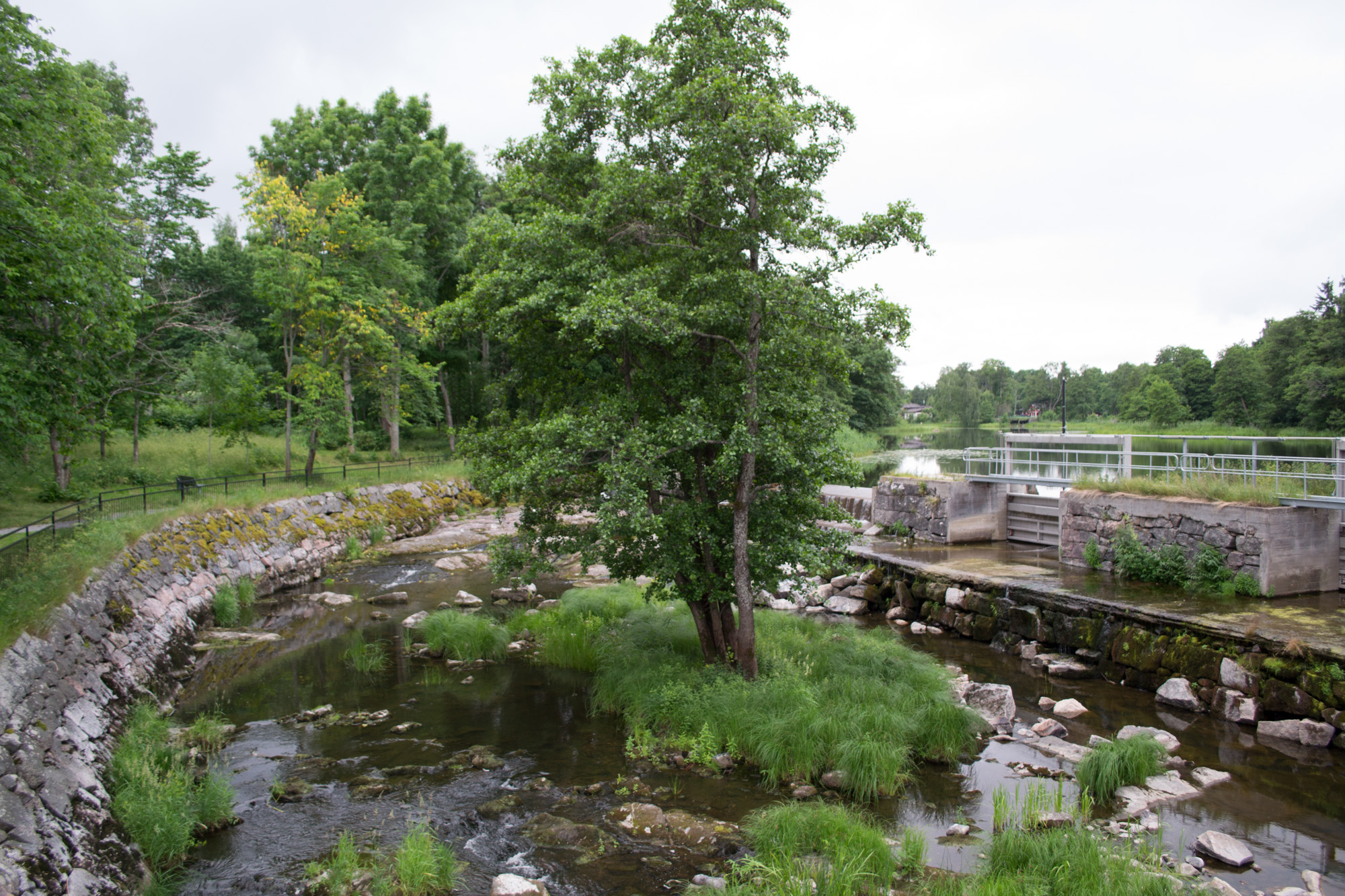
Flatdammarna i Hyndevadsån
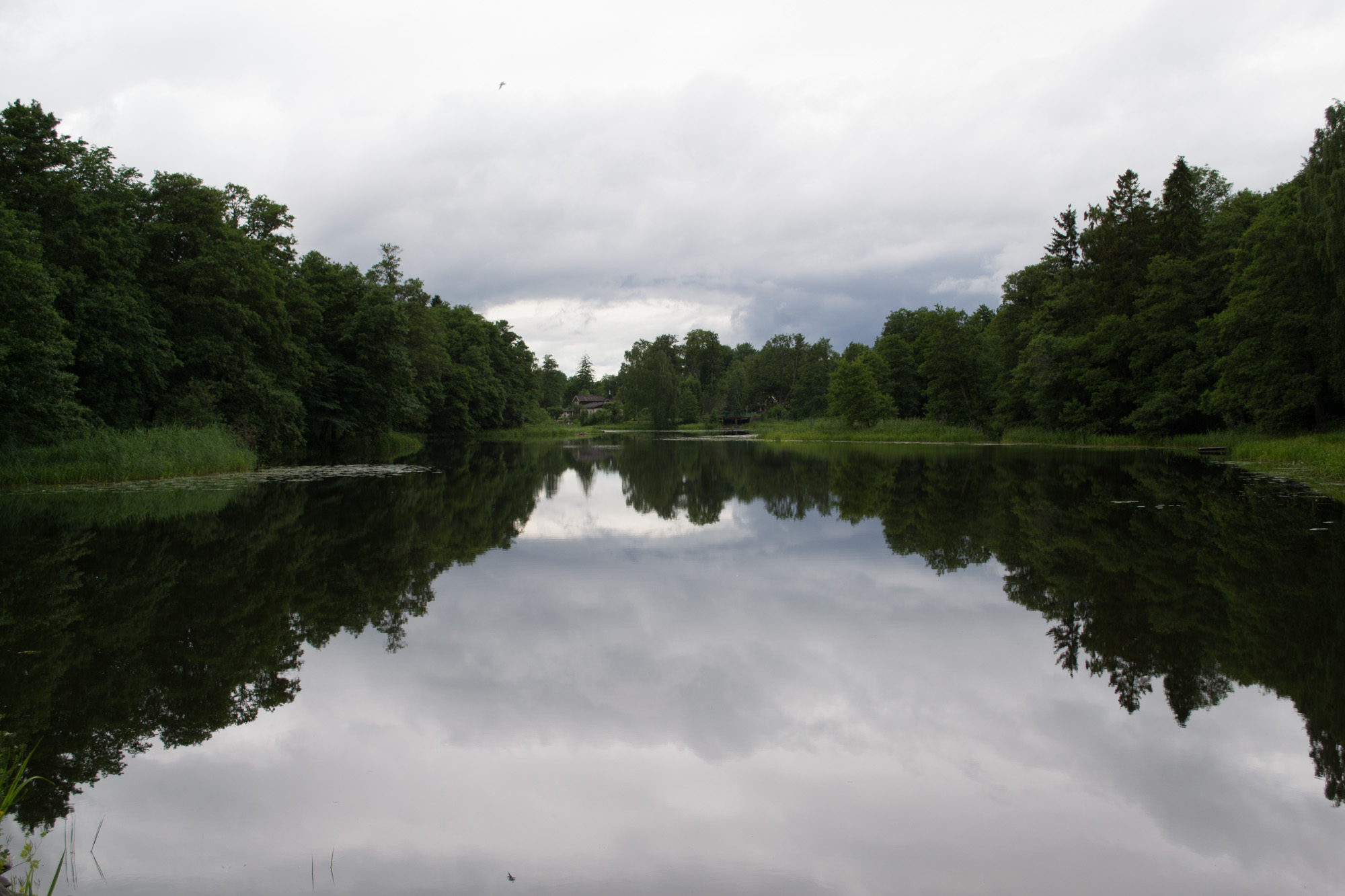
Hyndevadsån väster om parken
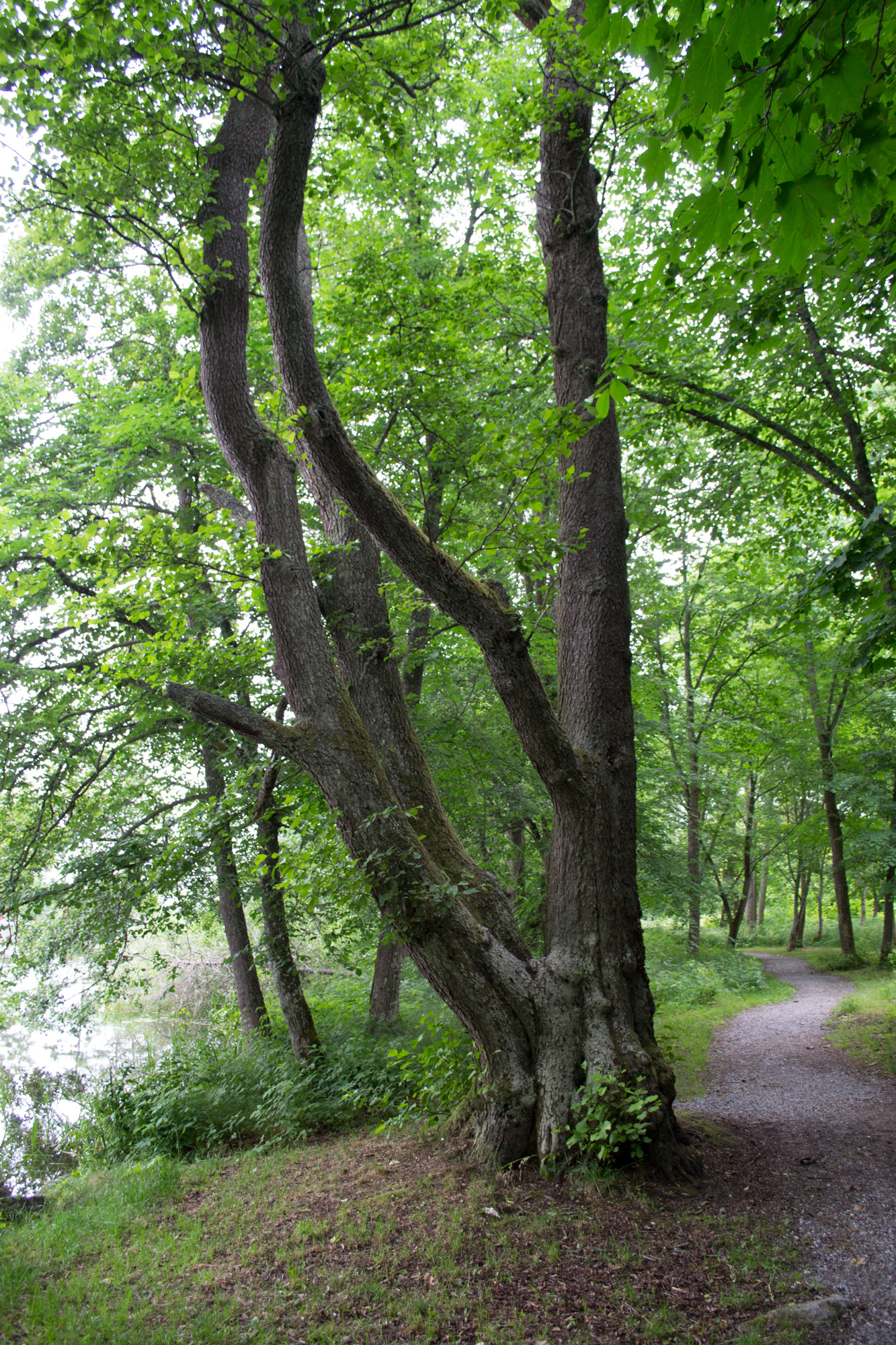
Parkens västra del vid Hyndevadsån med alar, aspar och ekar
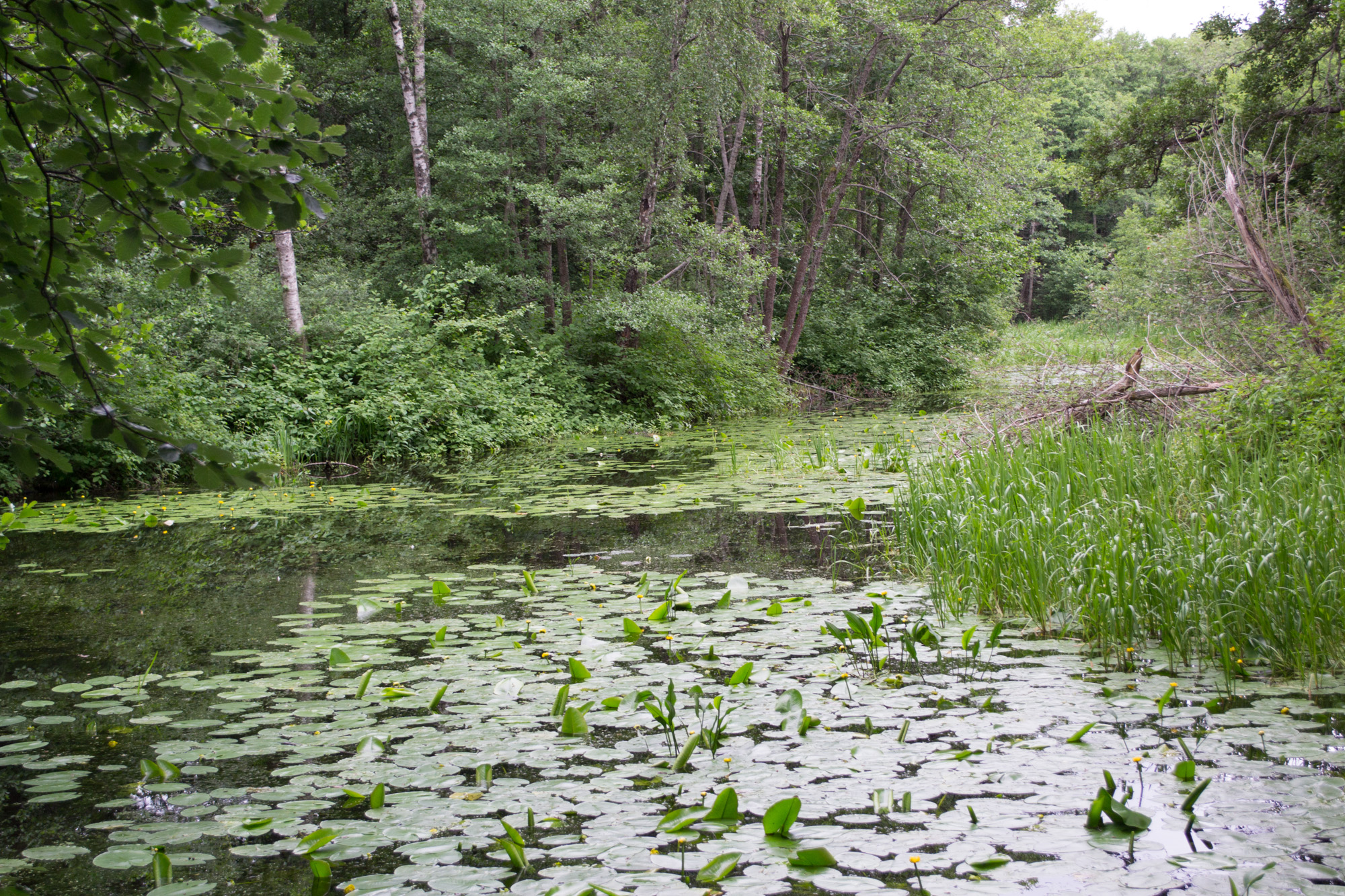
Rester av Karl IX:s kanal
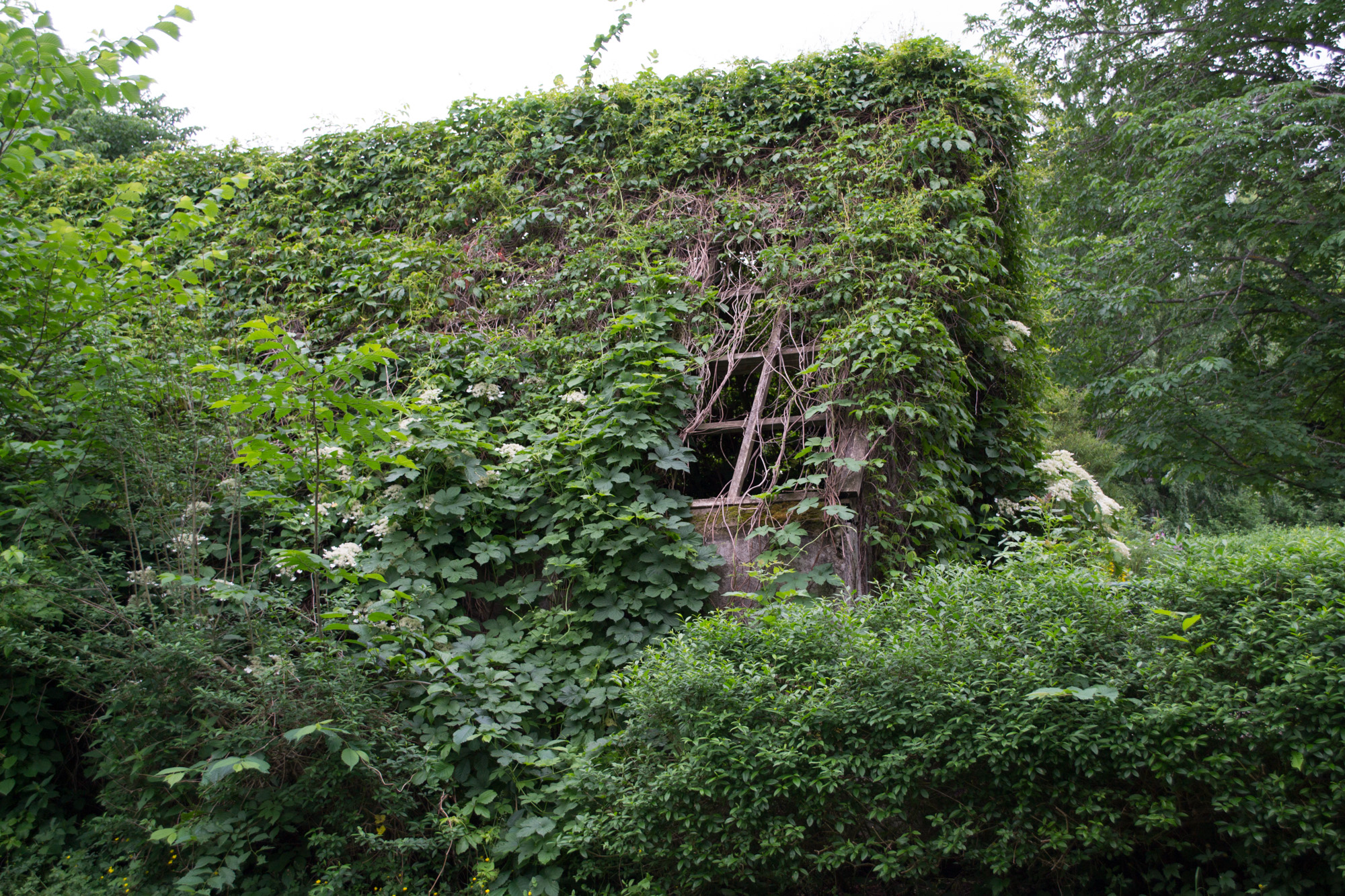
Övervuxet växthus
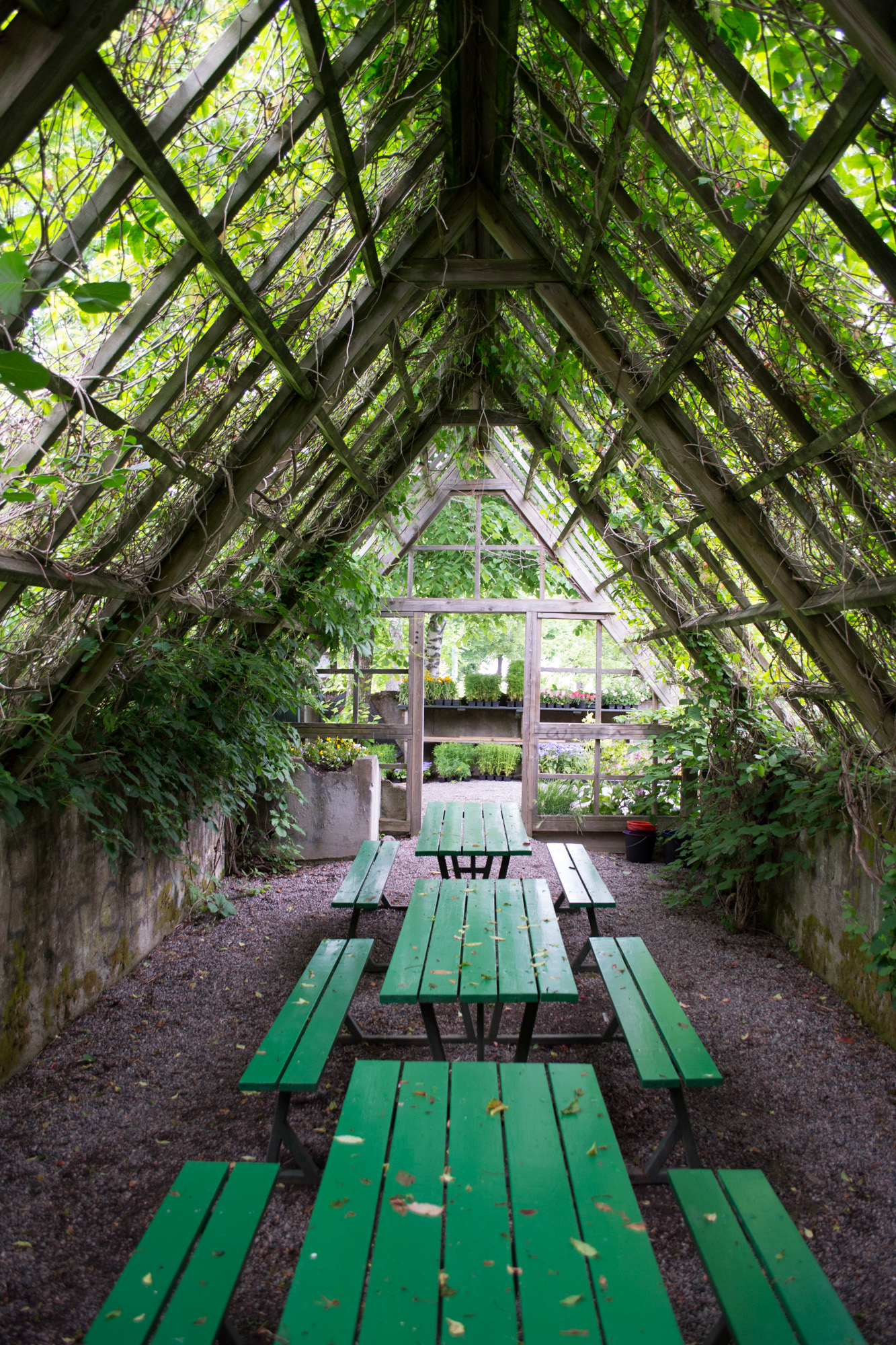
Växthus